# سيدي إبراهيم (نبيذ)

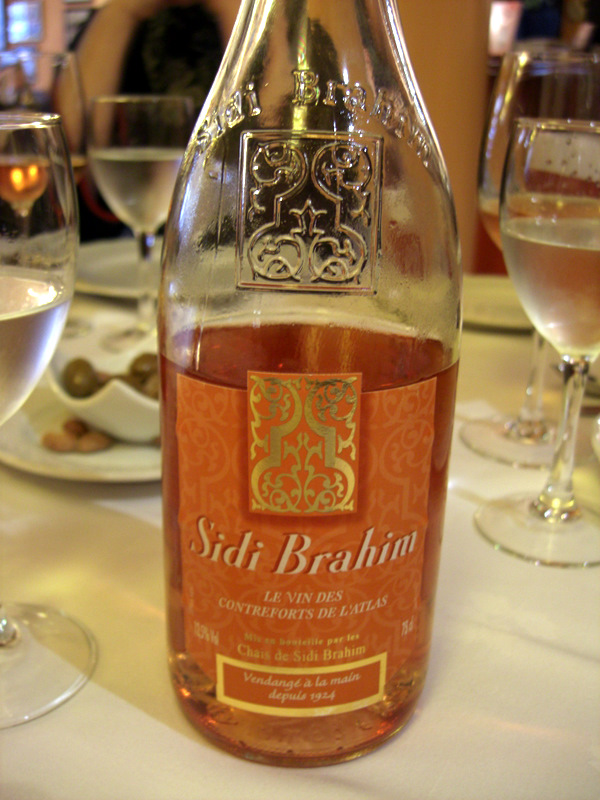
زجاجة نبيذ من نوع سيدي إبراهيم

سيدي إبراهيم هي ماركة نبيذ تُنتج في جبال الأطلس. أُنتجت أول مرة في الجزائر ثم انتقلت للمغرب ووصلت في وقت متأخر إلى تونس. تُعبئ هذه الماركة من النبيذ في زجاجات كما تملأ في أكياس أو صناديق تم تُرسل فرنسا وتُباع في المقام الأول هناك؛ بل حلّت في المرتبة الثاتية على مستوى نسبة مبيعات زجاجة الخمر داخل المجتمع الفرنسي خلف بولعوان اعتبارا من عام 2005. حجم الإنتاج حوالي ثلاثة ملايين زجاجة سنويا.
هذه العلامة التجارية مملوكة حاليا لصالح مجموعة كاستل، بعدما اشترتها من شركة ماليسان في عام 2003.
تصنع زجاجة نبيذ سيدي إبراهيم من العنب؛ لكن وبالرغم من ذلك فقد مرت الماركة بعدد من التغييرات على مر السنين ولكنها تكوينها بات مستقرا منذ عام 2010 وهو مبين على النحو التالي:
- النبيذ الأحمر: كابيرنيت إسترلينيا (50%)، سيرة (30%) ثم ميرلو (20%).[6]
- النبيذ الوردي: سينسولت (40%) وغرينش جريس (60%).[7]
- النبيذ الأبيض: شاردونيه (100%).[8]